# Olivone (Semproniano)
Olivone est un olivier pluri-millénaire situé dans les environs de la ferme de Fibbianello dans la commune de Semproniano (province de Grosseto), relevé dans le passé pour sa hauteur et pour l'incendie qui l'a frappé en 1998.

## Caractéristique
L'arbre se trouve dans une zone dédiée à l'oléiculture, où sont présents d'autres arbres de dimensions notables (bien qu'aucun n'atteigne sa hauteur). Des études pour déterminer l'âge de l'arbre, notamment par la technique de la datation au carbone 14, ont été effectuées par l'université de Pérouse.

## Sources
- (it) Cet article est partiellement ou en totalité issu de l’article de Wikipédia en italien intitulé « Olivone di Fibbianello » (voir la liste des auteurs).